# Edward Hincks
Edward Hincks (Corck, 19 d'agost de 1792 - Killyleagh, 3 de desembre de 1866) va ser un pastor de l”església anglicana irlandesa.
Educat em llengues antigues primerament pel seu pare, i posteriorment al Trinity College (Dublín), va esdevenir també pastor d'aquella església, com el seu pare.
Va aprofitar els seus llargs moments de lleure a estudiar la interpretació de la llengua persa antiga simultáneament amb Henry Creswicke Rawlinson, qui sempre va menystenir els treballs de Hincks minimitzant-ne la importància.
Posteriorment es dedicà a la interpretació de la llengua acadia, i el 1957 formà part junt amb Rawlinson, el francès Jules Oppert i William Henry Fox Talbot, dels especialistes a qui la Royal Asiatic Society de Londres sotmeté la traducció d”un text inèdit, que permeté comprovar, veient la satisfactoria coincidència de totes les traduccions, que el problema de la llengua acadia es podia considerar raonablement resolt.